# Cadel Evans Great Ocean Road Race 2015
La Cadel Evans Great Ocean Road Race 2015, prima edizione della corsa e valevole come prova dell'UCI Oceania Tour 2015 categoria 1.1, si svolse il 1º febbraio 2015 su un percorso di 173,9 km, con partenza e arrivo a Geelong, in Australia. La vittoria fu appannaggio del belga Gianni Meersman, il quale completò il percorso in 4h15'22", alla media di 40,859 km/h, precedendo gli australiani Simon Clarke e Nathan Haas.
Sul traguardo di Geelong 54 ciclisti, sui 115 partiti dalla medesima località, portarono a termine la competizione.

## Squadre e corridori partecipanti
| N.    | Cod. | Squadra                |
| ----- | ---- | ---------------------- |
| 1-6   | BMC  | BMC Racing Team        |
| 11-16 | OGE  | Orica-GreenEDGE        |
| 21-25 | SKY  | Team Sky               |
| 31-36 | EQS  | Etixx-Quick Step       |
| 41-46 | KAT  | Team Katusha           |
| 51-55 | TFR  | Trek Factory Racing    |
| 61-65 | TCG  | Team Cannondale-Garmin |
| 71-76 | IAM  | IAM Cycling            |
| 81-86 | MTN  | MTN-Qhubeka            |
| 91-96 | UHC  | UnitedHealthcare       |

| N.      | Cod. | Squadra                         |
| ------- | ---- | ------------------------------- |
| 101-105 | AND  | Androni Giocattoli-Sidermec     |
| 111-116 | DPC  | Drapac Professional Cycling     |
| 121-126 | BFL  | Team Budget Forklifts           |
| 131-136 | STR  | Search2retain-Health.com.au     |
| 141-146 | NSR  | Navitas Satalyst Racing Team    |
| 151-156 | AWS  | African Wildlife Safaris        |
| 161-166 | DSR  | Data #3 Symantec Racing Team    |
| 171-176 | CMR  | Charter Mason Giant Racing Team |
| 181-186 | ART  | Avanti Racing Team              |
| 191-196 | UNI  | UniSA-Australia                 |

## Ordine d'arrivo (Top 10)
| Pos. | Corridore         | Squadra    | Tempo    |
| ---- | ----------------- | ---------- | -------- |
| 1    | Gianni Meersman   | Etixx      | 4h15'22" |
| 2    | Simon Clarke      | Orica      | s.t.     |
| 3    | Nathan Haas       | Cannondale | s.t.     |
| 4    | Luke Rowe         | Sky        | s.t.     |
| 5    | Cadel Evans       | BMC        | s.t.     |
| 6    | Giampaolo Caruso  | Katusha    | s.t.     |
| 7    | Moreno Moser      | Cannondale | s.t.     |
| 8    | Danilo Wyss       | BMC        | s.t.     |
| 9    | Peter Kennaugh    | Sky        | s.t.     |
| 10   | Heinrich Haussler | IAM        | s.t.     |